# Forchheim (Forchheimi járás)
Forchheim település Németországban, azon belül Bajorországban. Lakosainak száma 33 610 fő (2023. december 31.). Forchheim Eckental, Hausen (bei Forchheim) és Poxdorf községekkel határos.

## Népesség
A település népessége az elmúlt években az alábbi módon változott:
| Lakosok száma | 3659 | 16 599 | 23 430 | 28 596 | 30 621 | 31 139 | 31 942 | 32 125 | 32 433 | 33 610 |
|               | 1875 | 1950   | 1975   | 1987   | 2012   | 2014   | 2016   | 2017   | 2021   | 2023   |

## Fekvése
Erlangentől 14 km-rel északra, Bambergtől 23 km-rel északnyugatra, Würzburgtól 80 km-rel nyugatra. 2005 áprilisa óta a Nürnbergi európai nagyvárosi régióhoz tartozik.

## Városrészei
- Forchheim
- Buckenhofen
- Burk
- Kersbach
- Reuth
- Serlbach
- Sigritzau

## Története
A 8. és a 9. században a frank királyi udvar egy palotát építtetett Forchheimben. Nevét 805-ben Diedenhofener Kapitular Károly említette először Foracheim néven. Ebben az időben, Forchheim része volt a kelet-frankok szlávokkal folytatott kereskedelmének.
A következő évszázadokban számos birodalmi és hercegi rezidencia épült itt, amelyek közül az elsőt 849-ben a keleti frank király elfoglalta. 
1802. szeptember 6-án a települést a bajor csapatok foglalták el. 1889-ben Forchheim város lett.
Forchheim 2005-ben ünnepelte első említésének 1200 éves évfordulóját. 2004-ben a város volt a helyszíne a bajorországi tartományi kiállításnak.

## Nevezetességek
- Városháza
- Forchheimer Burg ("császári palota")
- Szent Márton templom
- Boldogasszony kápolna - 12. században épült.
- Várfal (1560-1750)
- Kolostor templom
- Színház - 1995 óta működik. Eredetileg egy amatőr színjátszó csoport volt, első alkalommal 1985-ben voltak színházi napok a városban.
- Múzeumok - Forchheim ad otthont a Felső-Frankföldi Régészeti Múzeumnak, a Tűzoltó, a helytörténeti és a Braunauer Pfalzmuseumnak.

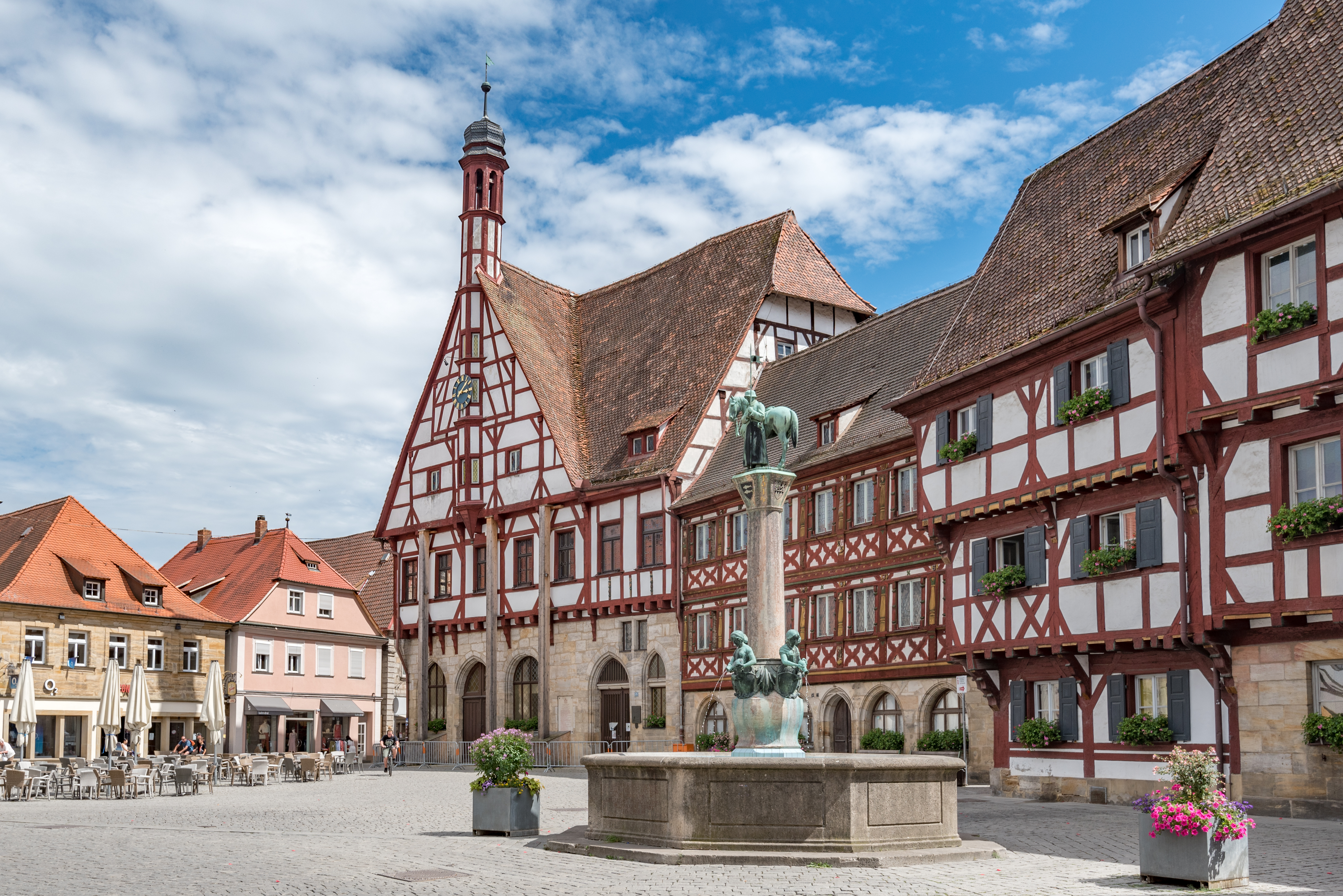
Piactér
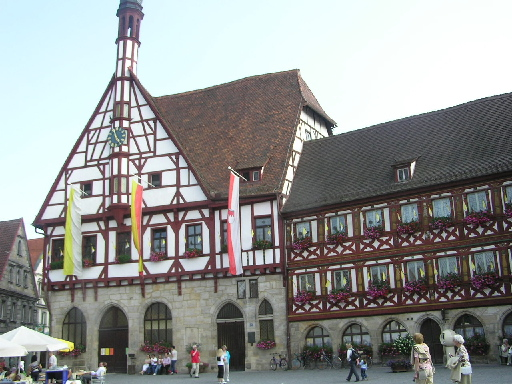
Városház
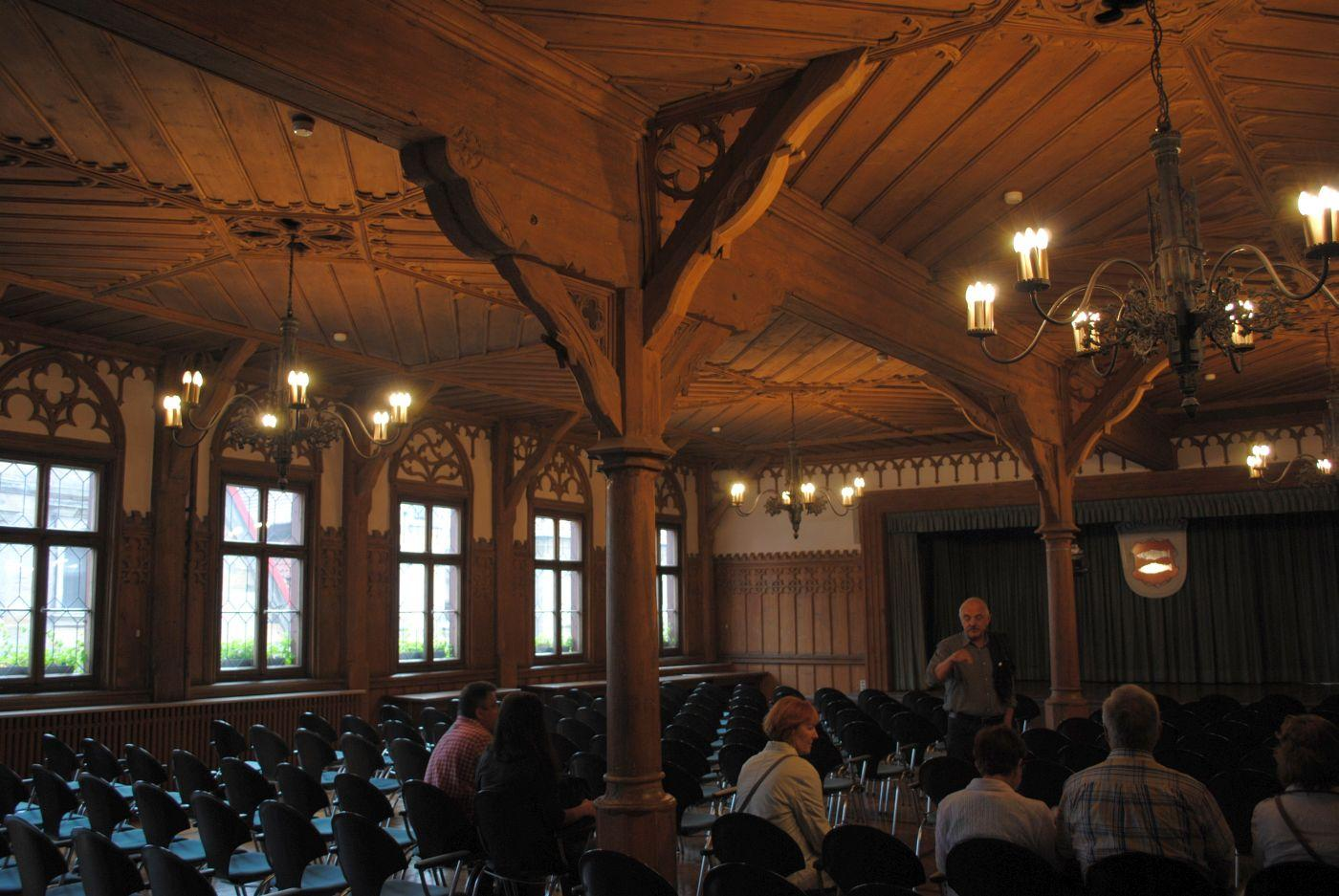
Großer Ratssaal
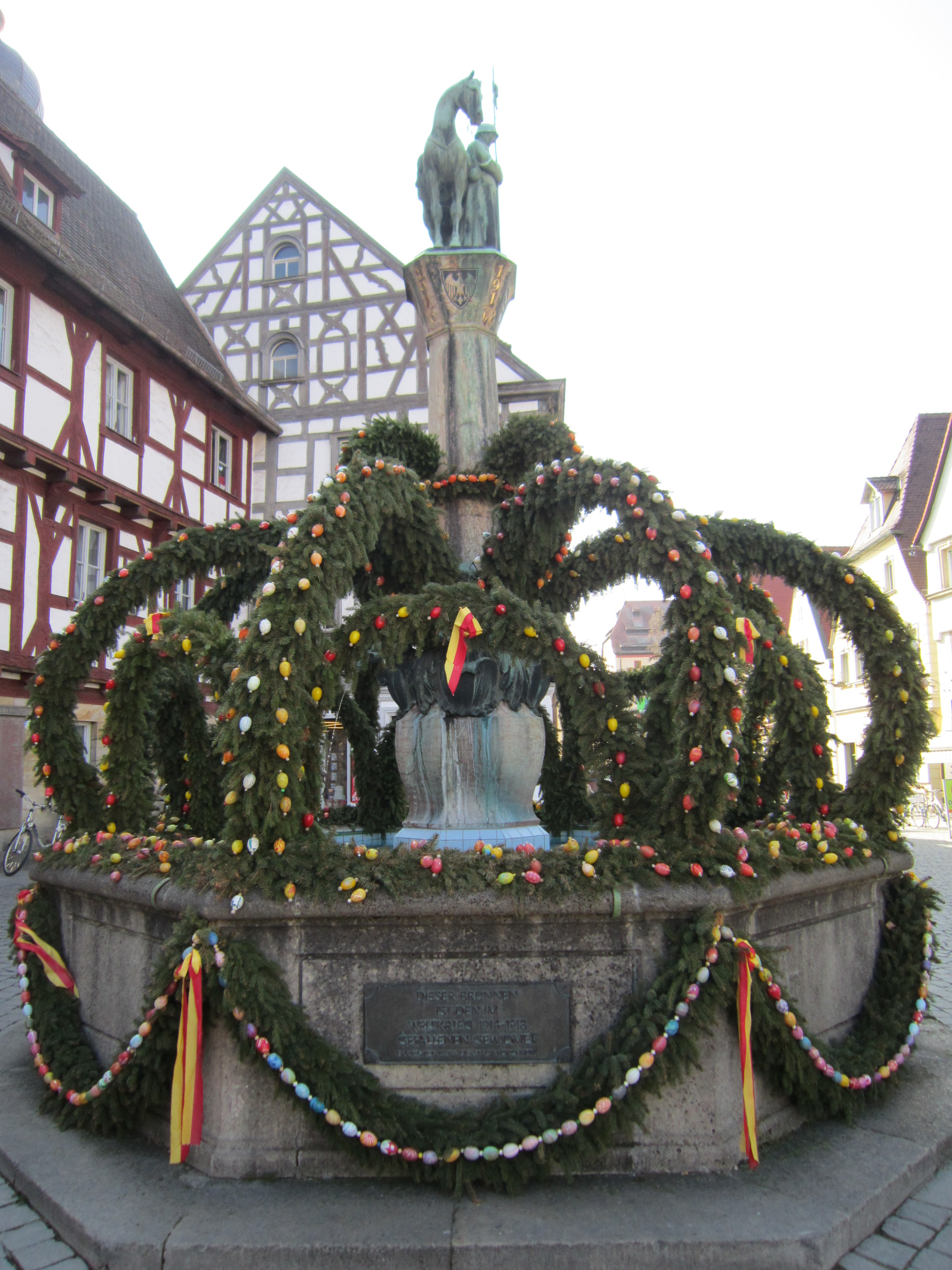
Kút a piactéren
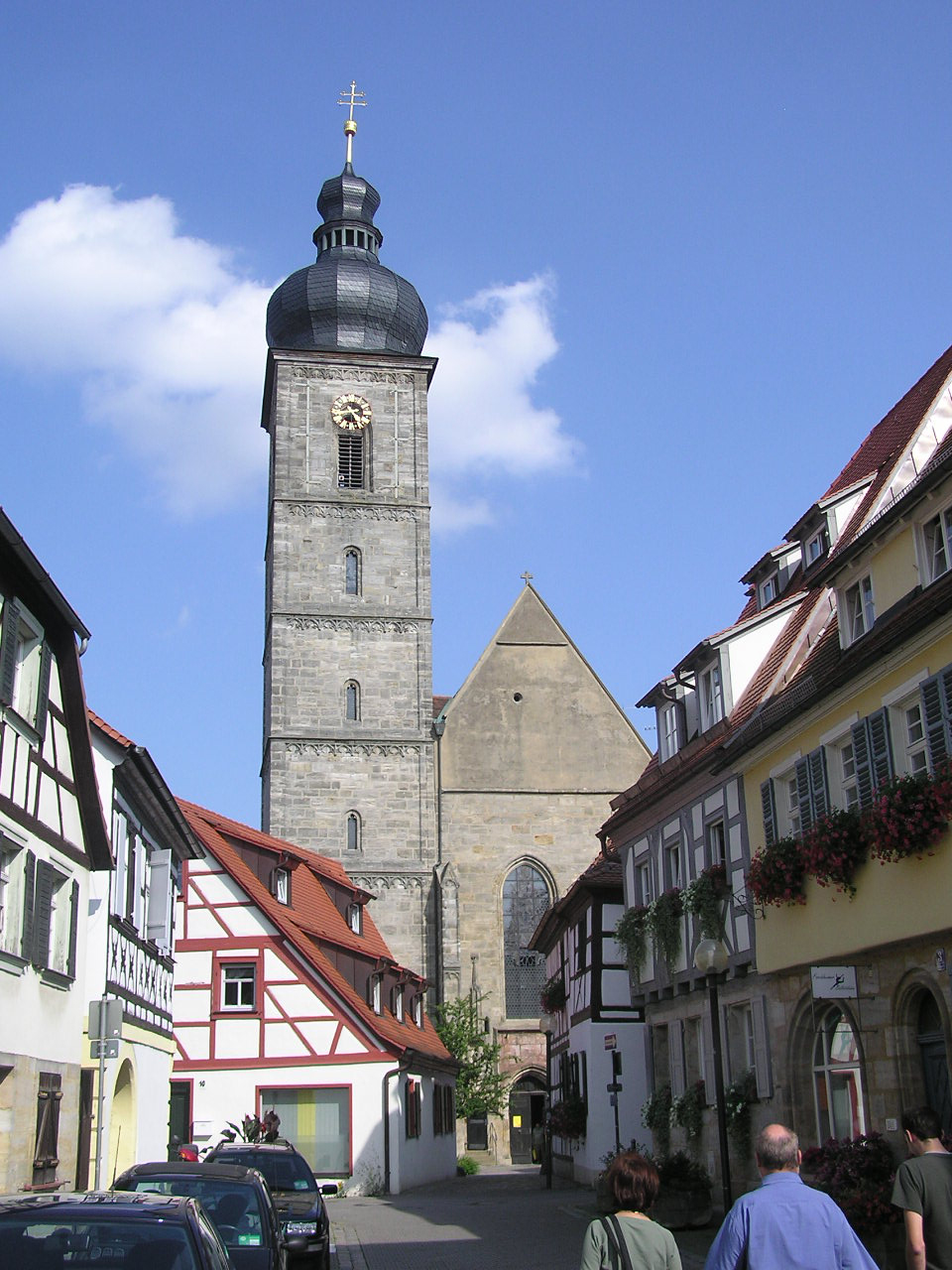
Szent Márton templom
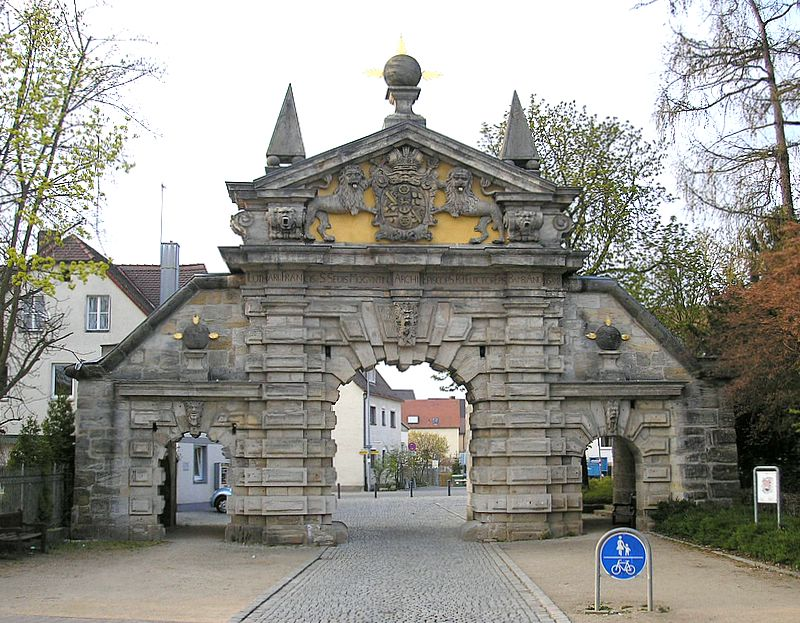
Nürnbergi kapu
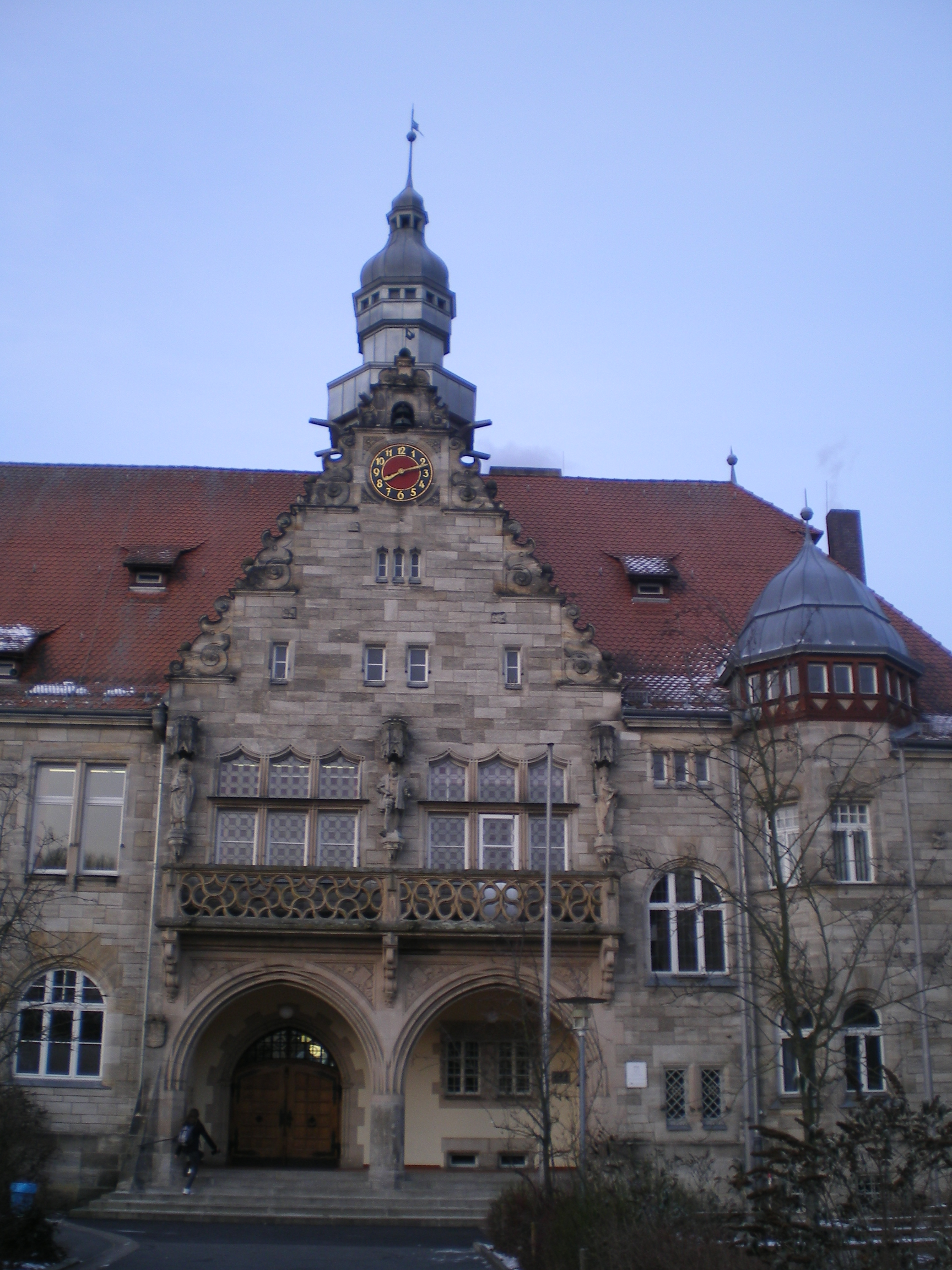
Herder-Gimnázium
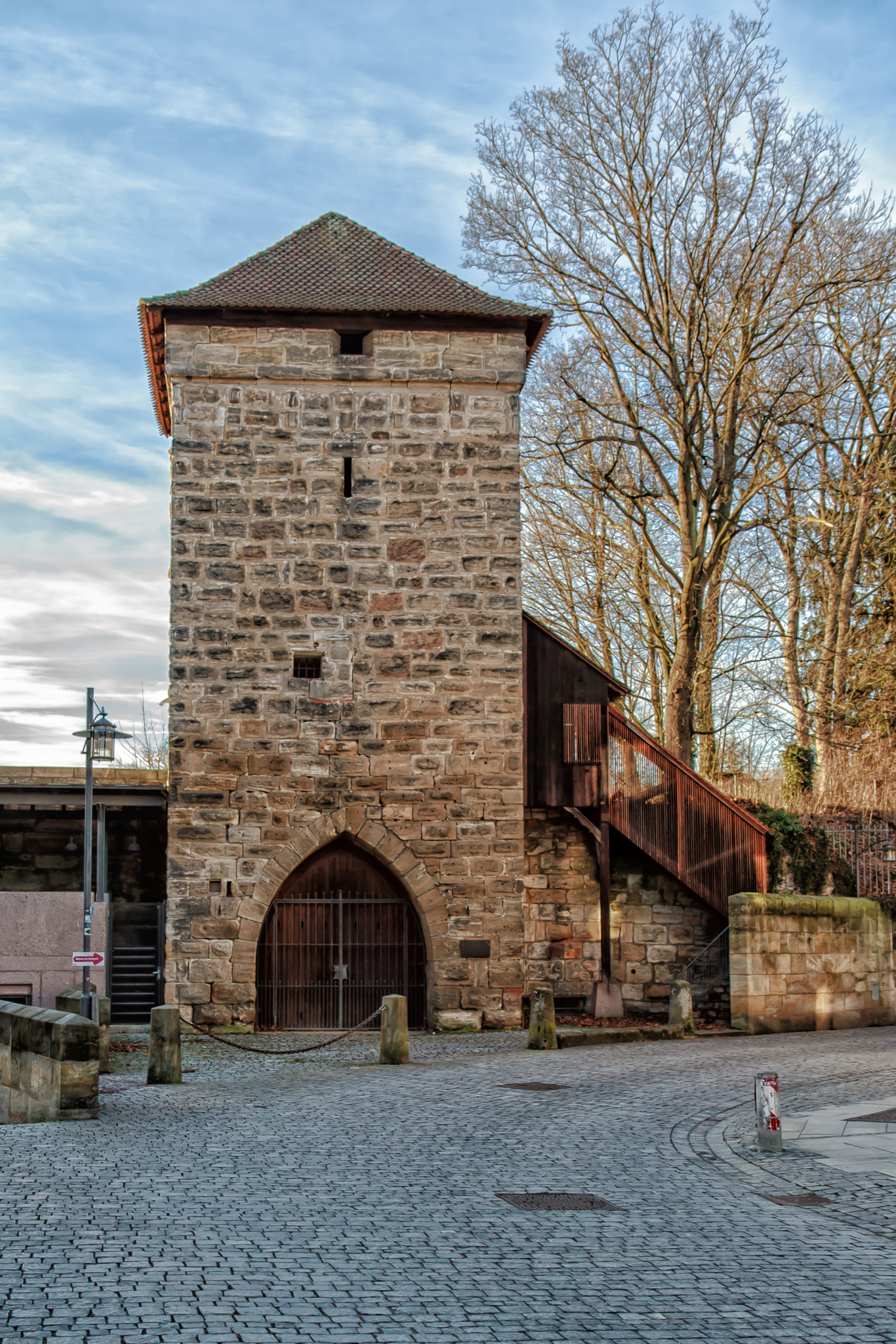
Saltorturm

## Triton, Kulturális Díj
2009 ben alapították a Triton Kulturális Díjat Forchheimben.

## Kulturális rendezvények
- Április / május: Színházi Napok
- Május végén / június elején: kézműves piac a császári palotában
- Június utolsó hétvégéje: Óváros Fesztivál
- Június / júliusban: Gyógyszertárak Utcafesztivál
- Július: Afrikai Kulturális Fesztivál Forchheim "Mindenütt zene"
- Július / augusztus: Annafest évente, Szent Anna napján, július 26-án, a Forest alagsorában. A tíz napos fesztiválnak mintegy 500000-en látogatják meg.
- Szeptember elején: Bridge Fesztivál, autómentes vasárnap és a svájci frank Marathon
- Szeptember: Big Bobby Car verseny
- December: Megújult Városháza, mint "A világ legszebb adventi naptára"